# Europees topschutter van het seizoen 2001/02
De titel Europees topschutter van het seizoen 2001/02, ook wel bekend als de Gouden Schoen, werd gewonnen door Mário Jardel, speler van Sporting Lissabon.
Sinds het seizoen 1996/97 gaat de prijs niet meer automatisch naar de speler met de meeste doelpunten. De verschillende competities worden ingedeeld volgens de UEFA-coëfficiënten. De 5 sterkste competities hebben vermenigvuldigingsfactor 2. Competities 6 t/m 22 factor 1,5 en de rest heeft factor 1. Daardoor kan het gebeuren dat een speler uit een zwakkere competitie meer doelpunten heeft gescoord dan de winnaar van de Gouden Schoen.

## Eindstand Gouden Schoen seizoen 2001/02
| Plaats | Speler                  | Goals | Waarde | Punten | Club                 |
| ------ | ----------------------- | ----- | ------ | ------ | -------------------- |
| 1      | Mário Jardel            | 42    | x1,5   | 63     | Sporting Lissabon    |
| 2      | Thierry Henry           | 24    | x2     | 48     | Arsenal              |
|        | David Trezeguet         | 24    | x2     | 48     | Juventus             |
|        | Dario Hübner            | 24    | x2     | 48     | Piacenza             |
| 5      | Marc Lloyd Williams     | 47    | x1     | 47     | Bangor City          |
| 6      | Jerrel Hasselbaink      | 23    | x2     | 46     | Chelsea              |
|        | Ruud van Nistelrooij    | 23    | x2     | 46     | Manchester United    |
|        | Alan Shearer            | 23    | x2     | 46     | Newcastle United     |
| 9      | Wesley Sonck            | 30    | x1,5   | 45     | RC Genk              |
| 10     | Djibril Cissé           | 22    | x2     | 44     | AJ Auxerre           |
|        | Christian Vieri         | 22    | x2     | 44     | Internazionale       |
|        | Pauleta                 | 22    | x2     | 44     | Girondins Bordeaux   |
| 13     | Henrik Larsson          | 29    | x1,5   | 43,5   | Celtic               |
| 14     | Diego Tristán           | 21    | x2     | 42     | Deportivo La Coruña  |
|        | Christian Giménez       | 28    | x1,5   | 42     | AC Lugano / FC Basel |
|        | Richard Núñez           | 28    | x1,5   | 42     | Grasshopper          |
| 17     | Ronald Brunmayr         | 27    | x1,5   | 40,5   | Grazer AK            |
| 18     | Marco Di Vaio           | 20    | x2     | 40     | Parma                |
| 19     | Michael Owen            | 19    | x2     | 38     | Liverpool            |
|        | Jean-Claude Darcheville | 19    | x2     | 38     | FC Lorient           |

## Bron
- Voetbal International

1968/69 ·
1969/70 ·
1970/71 ·
1971/72 ·
1972/73 ·
1973/74 ·
1974/75 ·
1975/76 ·
1976/77 ·
1977/78 ·
1978/79 ·
1979/80 ·
1980/81 ·
1981/82 ·
1982/83 ·
1983/84 ·
1984/85 ·
1985/86 ·
1986/87 ·
1987/88 ·
1988/89 ·
1989/90 ·
1990/91 ·
1991/92 ·
1992/93 ·
1993/94 ·
1994/95 ·
1995/96 ·
1996/97 ·
1997/98 ·
1998/99 ·
1999/00 ·
2000/01 ·
2001/02 ·
2002/03 ·
2003/04 ·
2004/05 ·
2005/06 ·
2006/07 ·
2007/08 ·
2008/09 ·
2009/10 ·
2010/11 ·
2011/12 ·
2012/13 ·
2013/14 ·
2014/15 ·
2015/16 ·
2016/17 ·
2017/18 ·
2018/19